# Vianagramma
Vianagramma is een geslacht van wantsen uit de familie van de Tingidae (Netwantsen). Het geslacht werd voor het eerst wetenschappelijk beschreven door Golub & Popov in 2000.

## Soorten
Het genus is monotypisch en bevat alleen de volgende soort:

- Vianagramma goldmani Golub & Popov, 2000